# Манес Шпербер (награда)
Международната литературна награда „Манес Шпербер“ (на немски: Manès-Sperber-Preis) е учредена през 1985 г. от Република Австрия „за значителни литературни постижения“.
Наградата е наречена на френско-австрийския писател Манес Шпербер (1905-1948) в знак на почит към неговото литературно, психологическо и обществено-политическо дело.
Отличието се присъжда на всеки две години и е на стойност 8000 €.

## Носители на наградата (подбор)
- Зигфрид Ленц (1985)
- Клаудио Магрис (1987)
- Алберт Драх (1989)
- Илзе Айхингер (1991)
- Михаел Кьолмайер (1993)
- Давид Гросман (2002)
- Карл-Маркус Гаус (2005)
- Илма Ракуза (2015)